# Trichosurus cunninghami
Trichosurus cunninghami é uma espécie de marsupial da família Phalangeridae. Endêmica da Austrália. Recentemente separada da espécie Trichosurus caninus.